# Sphecotheres hypoleucus
La oropéndola de la Wetar (Sphecotheres hypoleucus) es una especie de ave paseriforme de la familia Oriolidae endémica de la isla Wetar. Está amenazada por pérdida de hábitat. Se asemeja a la oropéndola de Australasia (Sphecotheres vieilloti), pero es más pequeña y las partes inferiores del macho son completamente blancas. Se la ha considerado una subespecie de Sphecotheres viridis, pero en la actualidad todas las autoridades de renombre las consideran dos especies separadas.

## Distribución y hábitat
Es endémica de la isla de Wetar, Indonesia. Su hábitat son los bosques y terreno arbustivo.